# Duke Tshomba
Duke Tshomba (Brussel, 28 april 1978) is een Belgisch voormalig basketballer en ondernemer. Zijn broers Butch Tshomba, Douglas Tshomba en Lloyd Tshomba waren ook actief als profbasketballers.

## Carrière
Tshomba speelde sinds 1994 in de jeugd en eerste ploeg van Spirou Charleroi, in 1997 stapte hij over naar AC Gilly waar hij speelde tot in 1999. Van 1999 tot 2002 speelde hij Amerikaans collegebasketbal en behaalde een diploma filosofie. Hij keerde in 2002 terug naar AC Gilly waar hij na een jaar naar de Antwerp Giants trok. Hij speelde bij de Giants voor twee seizoenen en trok dan naar Basic-Fit Brussels.
Tussen 2006 en 2009 trok hij langs een deel Europese clubs: het Zweedse Solna Vikings, het Cypriotische Omonia Cyprus en het Duitse Iserlohn Kangaroos. Hij keerde opnieuw naar België en speelde nog bij BC Carnières, Bree BBC, Basics Melsele en Athletic Brussels.
Na zijn spelerscarrière werd hij medeoprichter van Duse Magazine en is hij actief als NBA- en basketbalanalist bij oa. de RTBF.

## Erelijst
- Belgisch landskampioen: 1996, 1997
- Belgisch bekerwinnaar: 1996